# Lei orçamentária
Uma apropriação (ou lei orçamentária; appropriation bill em inglês e loi de finances em francês), também conhecida como conta de fornecimento ou conta de gastos, é um projeto de lei que autoriza o dispêndio de fundos governamentais. É uma lei que reserva dinheiro para gastos específicos. Na maioria das democracias, a aprovação do legislativo é necessária para que o governo gaste dinheiro público.

## Brasil

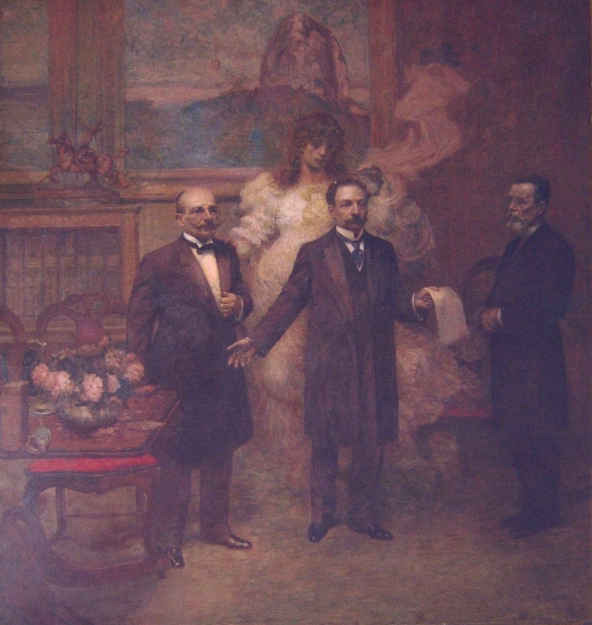
Allegoria à lei orçamentária, obra de Eliseu Visconti, acervo do Museu Histórico da Cidade do Rio de Janeiro.

A Lei Orçamentária Anual (LOA) é uma lei elaborada pelo Poder Executivo que estabelece as despesas e as receitas que serão realizadas no próximo ano. A Constituição determina que o Orçamento deve ser votado e aprovado até o final de cada ano (também chamado sessão legislativa). Cabe ao Presidente da República enviar ao Congresso Nacional o Plano plurianual, o projeto de Lei de Diretrizes Orçamentárias e as propostas de orçamento previstas nesta Constituição;
A Lei Orçamentária Anual estima as receitas e fixa as despesas do Governo para ano subsequente. Se durante o exercício financeiro houver necessidade de realização de despesas acima do limite que está previsto na Lei, o Poder Executivo emite medida provisória, submetendo-a a aprovação do Congresso Nacional solicitando crédito especiais ou suplementares, ou nos casos especiais, como: guerra, calamidade, comoção internas, dentre outros, emite créditos extraordinários, sem autorização prévia do legislativo, apenas anuência posterior. No caso dos créditos suplementares, estes podem ser solicitados através da própria LOA.
Por outro lado, a necessidade de contenção dos gastos obriga o Poder Executivo muitas vezes a editar Decretos com limites orçamentários e financeiros para o gasto, abaixo dos limites autorizados pelo Congresso. São os intitulados Decretos de Contingenciamento, que limitam as despesas abaixo dos limites aprovados na lei orçamentária.
O Orçamento anual visa concretizar os objetivos e metas propostas no Plano Plurianual (PPA), segundo as diretrizes estabelecidas pela Lei de Diretrizes Orçamentárias (LDO).
A Lei Orçamentária Anual compreenderá:
1. o orçamento fiscal referente aos Poderes da União, seus fundos, órgãos e entidades da administração direta e indireta, inclusive fundações instituídas e mantidas pelo Poder Público, e estatais chamadas de dependentes(deficitárias).
2. o orçamento de investimento das empresas em que a União, direta ou indiretamente, detenha a maioria do capital social com direito a voto;
3. o orçamento da seguridade social, abrangendo todas as entidades e órgãos a ela vinculados, da administração direta ou indireta, bem como os fundos e fundações instituídos e mantidos pelo Poder Público.

Orçamentos são disponibilizados pelos sites dos municípios.